# Intelligence (série télévisée, 2006)
Pour les articles homonymes, voir Intelligence (homonymie).
Cet article concerne la série télévisée de 2006. Pour la série télévisée de 2014, voir Intelligence.
Intelligence est une série télévisée canadienne en 25 épisodes de 42 minutes, créée par Chris Haddock et diffusée entre le 10 octobre 2006 et le 10 décembre 2007 sur le réseau CBC.
Au Québec, la série a été diffusée à partir du 22 février 2007 à Séries+.
En France, la série a été diffusée à partir du 28 octobre 2010 sur Sundance Channel puis a été mise en ligne sur Pluto TV en février 2021.

## Synopsis
Jimmy Reardon et Mary Spalding dirigent leurs organisations respectives, Mary en tant que directrice de l'Unité anti crime organisé, Jimmy, le patron d'une affaire criminelle. Concurrence, jalousies, ambitions, opérations sabotée, c'est pourtant dans leur domaine respectif que chacun des deux rencontre le plus de difficultés. Mary propose alors à Jimmy une association en le recrutant comme son informateur personnel dans le réseau de renseignement souterrain de l'OCU sur le crime organisé qui est en train de naître. Jimmy, lui, a en échange des informations privilégiées sur la surveillance de la police sur ses entreprises.

## Distribution

### Acteurs principaux
- Ian Tracey (VQ : Patrice Dubois) : Jimmy Reardon
- Klea Scott (en) (VQ : Catherine Hamann) : Mary Spalding
- Matt Frewer (VQ : Jean-Luc Montminy) : Ted Altman
- John Cassini (en) (VQ : François L'Écuyer) : Ronnie Delmonico
- Kyla Wise (VQ : Geneviève Cocke) : Sheila Bloom
- Camille Sullivan (VQ : Pascale Montreuil) : Francine Reardon
- Alana Husband (VQ : Émilie Bibeau) : Sweet
- Darcy Laurie (VQ : Benoit Éthier) : Bob Tremblay
- Eugene Lipinski (VQ : Jacques Lavallée) : Martin Kiniski
- Michael Eklund (VQ : Jean-François Beaupré) : Rene Desjardins
- Shane Meier (en) (VQ : Philippe Martin) : Phil Coombs

### Acteurs récurrents
- Bernie Coulson (en) (VQ : Louis-Philippe Dandenault) : Michael Reardon
- Fulvio Cecere (en) (VQ : Guy Nadon) : Dante Ribiso
- Ona Grauer (VQ : Nathalie Coupal) : Katarina Weigel
- Sophie Hough (VQ : Juliette Mondoux) : Stella Reardon
- Aaron Pearl (VQ : Benoit Rousseau) : George Williams
- Tuan Phan (VQ : Martin Watier) : Phan
- David Lovgren (en) (VQ : Michel M. Lapointe) : John Hogarty
- John Mann (VQ : Benoît Gouin) : James Mallaby
- Lauren Lee Smith (VQ : Renée Cossette) : Tina
- Tom McBeath (VQ : Luis de Cespedes) : Roger Deakins
- Leela Savasta (VQ : Kim Jalabert) : Lorna
- Bill Mondy (en) (VQ : Yves Soutière) : Randy Bingham
- Dave Cameron : Danny
- Patrick Gilmore (VQ : François Trudel) : Roy
- Pauline Wong (VQ : Annie Girard) : Rose Yuen
- Pascale Hutton (en) (VQ : Mélanie Laberge) : Julianna Vejzna
- Keith Dallas (VQ : Thiéry Dubé) : Sal Repisto
- David Patrick Green (VQ : François Sasseville (acteur)) : Dick Royden
- Romeo Red Jacobs (VQ : Renaud Paradis) : Red
- Andrew Airlie (VQ : Daniel Picard) : Don Frazer
- Hiro Kanagawa (VQ : Sébastien Dhavernas) : Détective Ogawa
- Joseph Pierre (en) (VQ : Hugolin Chevrette) : Edward Forrest
- John Tench (VQ : Éric Gaudry) : Winston
- Gerard Plunkett (VQ : Denis Gravereaux) : Gordon Evans
- Ali Liebert (VQ : Mélanie Laberge) : Rebecca
- Rick Tae (VQ : Claude Gagnon) : Lee Ching
- Adrien Dorval (VQ : Marc Bellier) : Alex Morgan
- Johnny Mah (VQ : Blaise Tardif) : East Side Johnny
- Ted Whittall (en) : George Browne
- Katharine Horsman : Gloria
- Frédéric Gilles : Daniel Boudreau
- Sabrina Grdevich : Maxine Reardon
- Tony Nardi : Nick Jordan
- Sean O. Roberts : Larry
- Jason Schombing : Vic Morvallo
- Melanie Papalia : Casey Whelan
- Hugo Ateo : Luiz Falcone
- Christianne Hirt : Roxanne Jameson
- Terran Wen : Kim
- Graham Kosakoski : Willie
- Stuart Margolin : Flannegan
- Richard Chevolleau (en) : Kyle Weathers
- Patrick Gallagher : Pete
- Camyar Chai : Terry
- Chris Shields : Jake
- Stephen Dimopoulos : Ray

 Source et légende : version québécoise (VQ) sur Doublage.qc.ca

## Épisodes[3]

### Pilote (2005)
- Intelligence: The Movie - diffusé le 28 novembre 2005 sur CBC

### Première saison (2006)
1. Ne brise pas le cœur de ton frère (Where Good Men Die Like Dogs)
2. Payés en champagne (A Champagne Payday)
3. On achève bien les chiens (Don't Break Your Brother's Heart)
4. Jimmy a une machine à fric (Jimmy's Got a Money Machine)
5. Jamais un sans deux (Where There's One There's Another)
6. Baisse de pression (Pressure Drop)
7. Amour et guerre (Love and War)
8. Clair et net (Clean and Simple)
9. Nettoyage (Cleaning Up)
10. Les choses qui changent (Things Change)
11. À escroc, escroc et demi (Not a Nice Boy !)
12. L'Enfer de Dante (Dante's Inferno)
13. Touché mais pas coulé (Down But Not Out)

### Deuxième saison (2007)
1. Un homme en cavale (A Man Escapes)
2. Un homme piégé (A Man Is Framed)
3. Un homme traqué (A Man Underground)
4. Un homme et une femme trahis (A Man and a Woman Betrayed)
5. Amour et complot (Love and Conspiracy)
6. Manigances (Something in the Air)
7. Un pacte avec le diable (A Sweetheart Deal with the Devil)
8. Conspiration (Flipping the Script)
9. Une femme infiltrée (A Woman Inside)
10. Veillée d'armes (The Heat Is On)
11. Boycott (A Dark Alliance)
12. Épilogue (We Were Here Now We Disappear)